# Miloš Ninković
Miloš Ninković, (Belgrado, 25 de dezembro de 1984) é um futebolista sérvio que atua como meia. Atualmente, joga pelo WS Wanderers.

## Títulos

### Estrela Vermelha
- Campeonato Ucraniano de Futebol: 2006–07, 2008–09
- Copa da Ucrânia: 2004–05, 2005–06, 2006–07
- Supercopa da Ucrânia: 2006, 2007, 2009, 2011